# 瓦查卡亞
瓦查卡亞是玻利維亞的城鎮，位於該國西部，由奧魯羅省負責管轄，距離首府奧魯羅161公里，海拔高度3,749米，每年平均降雨量約200毫米，2010年人口2,025。
18°47′S 68°16′W / 18.783°S 68.267°W